# مارتن كاري
مارتن كاري (بالإنجليزية: Martin Carey)‏ هو لاعب قذف أيرلندي، ولد في 30 يونيو 1974 في Gowran ‏ في جمهورية أيرلندا.